# Neuville-Bosc

Neuville-Bosc este o comună în departamentul Oise, Franța. În 1 ianuarie 2022 avea o populație de 475 de locuitori.